# Cima delle Guardie
La Cima delle Guardie (Sima dle Guardie in piemontese) è una vetta delle Alpi Biellesi alta 2.007 m.
Si trova in provincia di Biella (BI) lungo lo spartiacque tra la Valle Sessera e la Valle Cervo.
Il versante occidentale appartiene al comune di Campiglia Cervo mentre quello orientale, rivolto verso la Valsessera, ricade in una isola amministrativa montana del comune di Valle Mosso.

## Descrizione

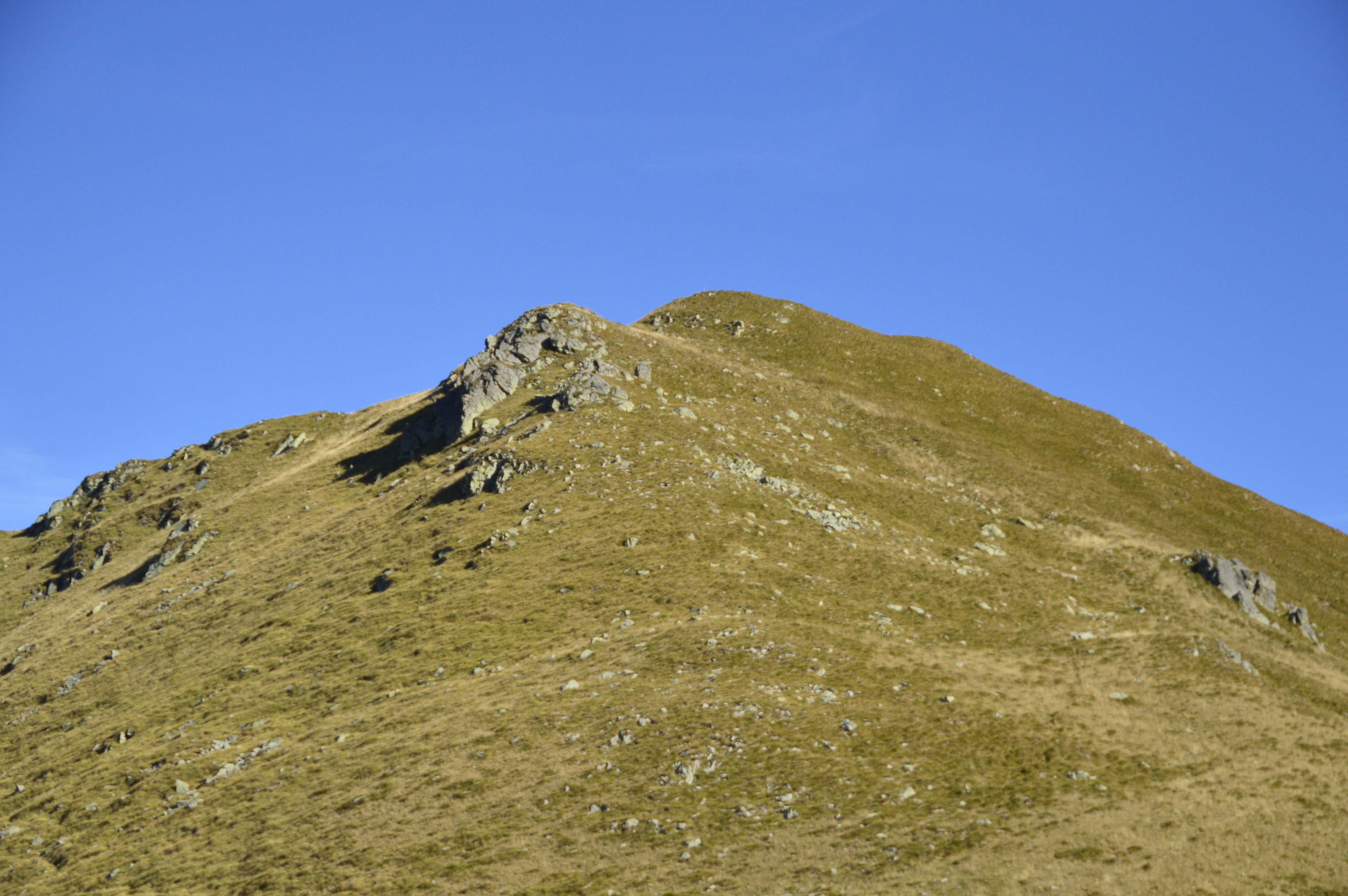
Cima delle Guardie dalla Bassa del Campo

La montagna, prevalentemente erbosa, si trova alla convergenza di tre creste al limite meridionale del massiccio dominato dal Monte Bo. La cresta sud scende verso la Bassa del Cugnolo (1.827 m) e la collega con la vicina Cima del Bonom, mentre la cresta nord-occidentale è caratterizzata da alcuni affioramenti rocciosi e raggiunge la Bassa della Cavallina (1.926 m), a nord della quale il terreno si fa più impervio e risale poi ino alla Punta del Cravile.
Un terzo e breve costolone prativo si stacca dalla punta verso nord-est e va ad esaurirsi in Valsessera; su di esso sorge attorno a quota 1.400 m un importante alpeggio, le Tegge dell'Artignaga. 

Sul punto culminante della montagna si trova una modesta croce di vetta.

## Escursionismo

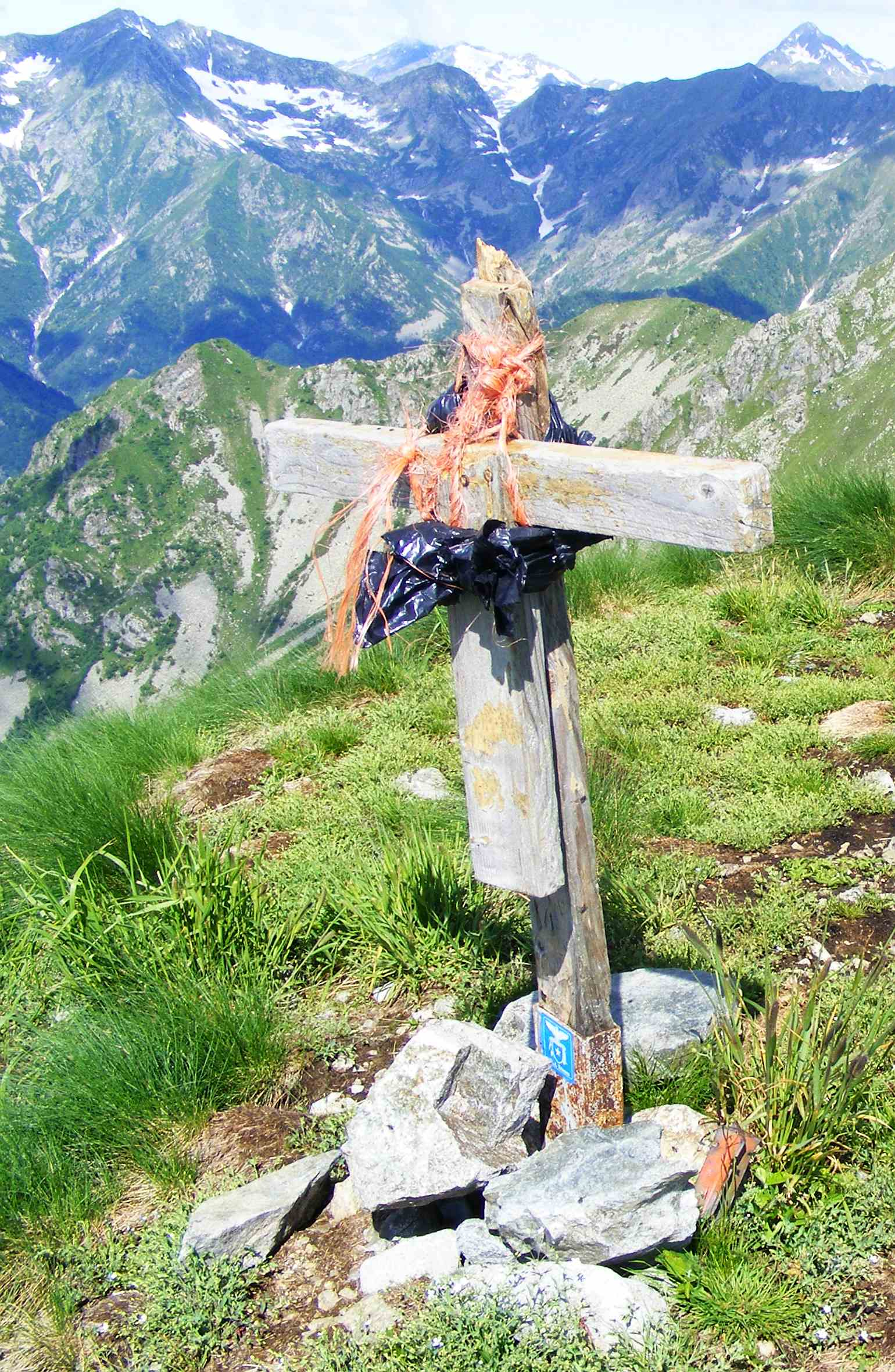
La croce di vetta; sullo sfondo il Monte Cresto e il Colle della Vecchia

La Cima delle Guardiè è situata al termine dell'itinerario Mountain Fitness che, partendo dal Bocchetto di Sessera, percorre lo spartiacque Cervo-Sessera.
È anche raggiungibile per sentiero e tracce di passaggio dalla frazione Forgnengo (Campiglia Cervo) transitando per la Bassa della Cavallina.